# Смоленский Шлюз
Смоленский Шлюз — местечко в Тихвинском городском поселении Тихвинского района Ленинградской области.

## История

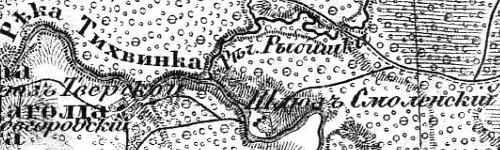
Смоленский шлюз на карте 1913 года

Согласно карте Петроградской и Новгородской губерний 1913 года на месте современного местечка находился Смоленский шлюз.
По данным 1966 года местечко Смоленский Шлюз в составе Тихвинского района не значилось.
По данным 1973 и 1990 годов местечко Смоленский Шлюз входило в состав Лазаревичского сельсовета Тихвинского района.
В 1997 году в местечке Смоленский Шлюз Лазаревичской волости проживали 6 человек, в 2002 году — 3 (все русские).
В 2007 году в местечке Смоленский Шлюз Тихвинского ГП проживали 4 человека, в 2010 году — 14.

## География
Местечко расположено в центральной части района к востоку от автодороги А114 (Вологда — Новая Ладога).
Расстояние до административного центра поселения — 5 км.
Местечко находится по обоим берегам реки Тихвинка.

## Демография
| 1997 | 2002 | 2007 | 2010 | 2017 |
| ---- | ---- | ---- | ---- | ---- |
| 6    | ↘3   | ↗4   | ↗14  | ↘6   |

### Национальный состав
Согласно данным Всероссийской переписи населения 2002 года в местечке проживали 3 человека, все русские.
Согласно данным Всероссийской переписи населения 2021 года в местечке также проживали 3 человека, все русские.